# Adèle Rudenschöld
Eugenie Adèle Marina Rudenschöld, född 4 oktober 1832 i Tyresö församling, Stockholms län, död 31 december 1923 i Maria Magdalena församling, Stockholm, var en svensk skulptör, djurrättsaktivist och hovfröken hos prinsessan Eugénie.

## Biografi
Adèle Rudenschöld föddes 1832 på Tyresö slott i Tyresö socken. Hon var dotter till greve Thure Gabriel Rudenschöld och Augusta Charlotta Lovisa Stackelberg. Rudenschöld blev 24 april 1866 hovfröken hos prinsessan Eugénie och blev 1889 tjänstefri från hovet.
Rudenschöld formgav bland annat parianfigurer och vaser för Gustavsbergs porslinsfabrik. Hennes figurin Hund med pojke var fabrikens mest populära och producerades i över 13 000 exemplar.
Rudenschöld var drivande bakom Nordiska samfundet mot plågsamma djurförsök, senare Djurens rätt, som grundades av bland andra prinsessan Eugénie år 1882. Hon var även ledamot av styrelserna för Svenska allmänna kvinnoföreningen till djurens skydd och Djurvännernas nya förening.
Hon avled 1923 i Stockholm.